# Kary Mullis
Kary Banks Mullis (Lenoir (North Carolina), 28 december 1944 – Newport Beach, 7 augustus 2019) was een Amerikaans biochemicus. In 1993 won hij samen met Michael Smith de Nobelprijs voor Scheikunde voor zijn ontdekking van de polymerasekettingreactie.

## Biografie
Mullis werd geboren in Lenoir als zoon van Cecil Banks Mullis en Bernice Alberta Barker. Hij studeerde scheikunde aan het Georgia Institute of Technology (bachelor in 1966) en biochemie aan de Universiteit van Californië - Berkeley alwaar hij in 1972 promoveerde. Na een aantal postdoc-studie en diverse baantjes kwam hij in dienst van het biotechnologische bedrijf Cetus Corporation in Emeryville, Californië.
Hij is de bedenker (in 1983) van de polymerasekettingreactie (PCR, Polymerase Chain Reaction), een biochemische procedure waarmee het mogelijk werd om stukjes DNA razendsnel en in principe onbeperkt te vermenigvuldigen. Dit opende de weg naar vele toepassingen van de genetische technologie omdat het nu mogelijk was van minieme hoeveelheden DNA voldoende kopieën te maken om er tests op te doen of ze als reagens te gebruiken. Belangrijke toepassingen hiervan zijn de genetische vingerafdruk, ziekteverwekkers vinden in voedsel en bij forensisch onderzoek.
In 1985 diende Cetus voor de techniek een octrooiaanvraag in die in 1987 werd toegekend. Het octrooi was niet onomstreden en er volgden diverse rechtszaken, zelfs nog nadat in 2005 het octrooi was verlopen. Zelf werd Mullis niet rijk van deze uitvinding. Van Cetus ontving Mullis slechts een premie van 10.000 dollar, terwijl Cetus de PCR-techniek voor 330 miljoen dollar verkocht aan Hoffmann-La Roche.
Naast deze ontdekking, geniaal in zijn eenvoud, waarvoor hij in 1993 de Nobelprijs voor Scheikunde won, is Mullis ook in het nieuws gekomen door een aantal ideeën die verder door vrijwel geen van zijn vakgenoten en andere collega-wetenschappers werden gedeeld, zoals dat hiv niet de oorzaak zou zijn van aids. Ook betwistte hij openlijk de wetenschappelijke argumenten dat chloorfluorkoolstofverbindingen de ozonlaag dunner maken en dat industriële verbrandingsgassen verantwoordelijk zouden zijn voor de opwarming van het klimaat.
Mullis ontving de Japanprijs in 1993.